# Lora alitakensis
Lora alitakensis är en snäckart. Lora alitakensis ingår i släktet Lora och familjen Turridae. Inga underarter finns listade i Catalogue of Life.